# Nossa Senhora do Bom Sucesso
Nossa Senhora do Bom Sucesso (em castelhano:  Nuestra Señora del Buen Suceso) é um título mariano surgido após a aparição da Virgem Maria à Serva de Deus Madre Mariana de Jesús Torres (1563–1635), em Quito, no Equador.
No Brasil sua devoção é especialmente popular, havendo várias cidades com o nome em honra ao título mariano.

## Origens

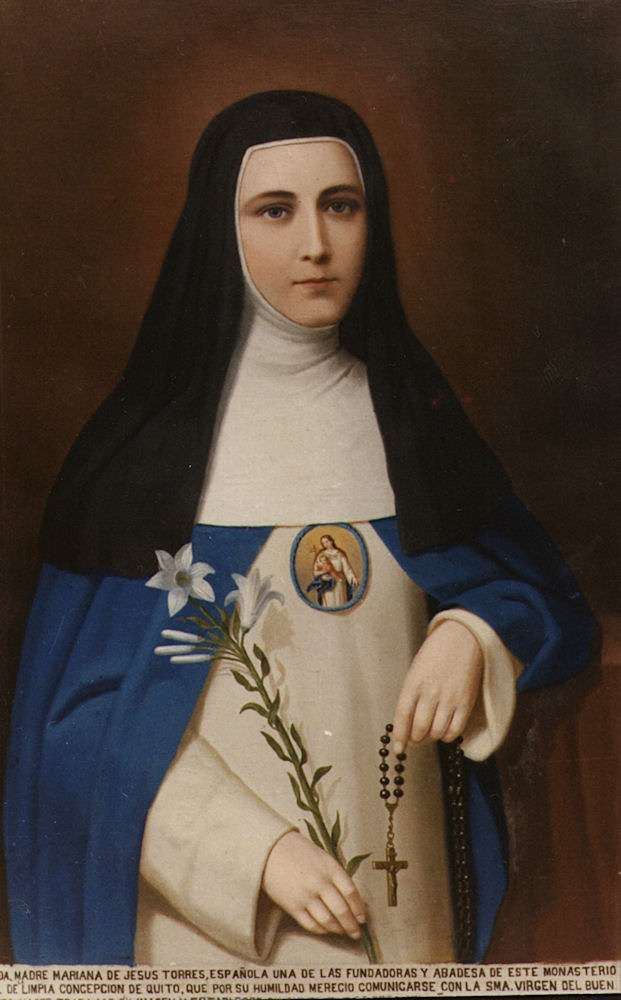
Madre Mariana de Jesús Torres, monja concepcionista em Quito, no Equador, recebeu as aparições de Nossa Senhora do Bom Sucesso e foi a promotora da sua devoção

A origem da invocação não é tão clara. A primeira notícia da Invocação da Virgem Maria, Mãe de Jesus Cristo, sob o título de Nossa Senhora do Bom Sucesso vem de Lisboa em Portugal do século XVI ou XVII.
Na obra “Santuário Mariano” de Frei Agostinho de Santa Maria, no destaque de uma primeira autora consultada, fala-se de uma condessa chamada D. Eyria de Brito. Ela recebeu uma imagem da Virgem de um peregrino, misteriosamente (provavelmente antes da data apresentada depois pela mesma autora de 1629) em sua porta, sem nada cobrar e desaparecendo em seguida. Começou a intitulá-la “da Conceição”. Era uma imagem de roca, de 2 palmos e meio, meio corpo de madeira de bordo, com braços de engonço e assim só tinha a cabeça e as mãos encarnadas. D. Eyria, já viúva, funda um convento com suas posses e lá se instalam religiosas dominicanas, que lhe puseram o Menino Jesus nos braços e lhe deram o título de “Bom Sucesso” por revelação que teve uma religiosa, tornando-se o orago da casa.
É documentado que o “Colégio do Bom Sucesso” em Lisboa, foi fundado pelo padre irlandês Daniel O’ Daly em 1639, depois de nove anos de luta para abrigar religiosas dominicanas vindas da Irlanda e que sofriam perseguições. Este colégio ainda existe e a iniciativa contou com a vontade da condessa D. Iria de Brito (sic), senhora viúva e sem descendentes em doar a sua quinta de Belém para a ordem religiosa.

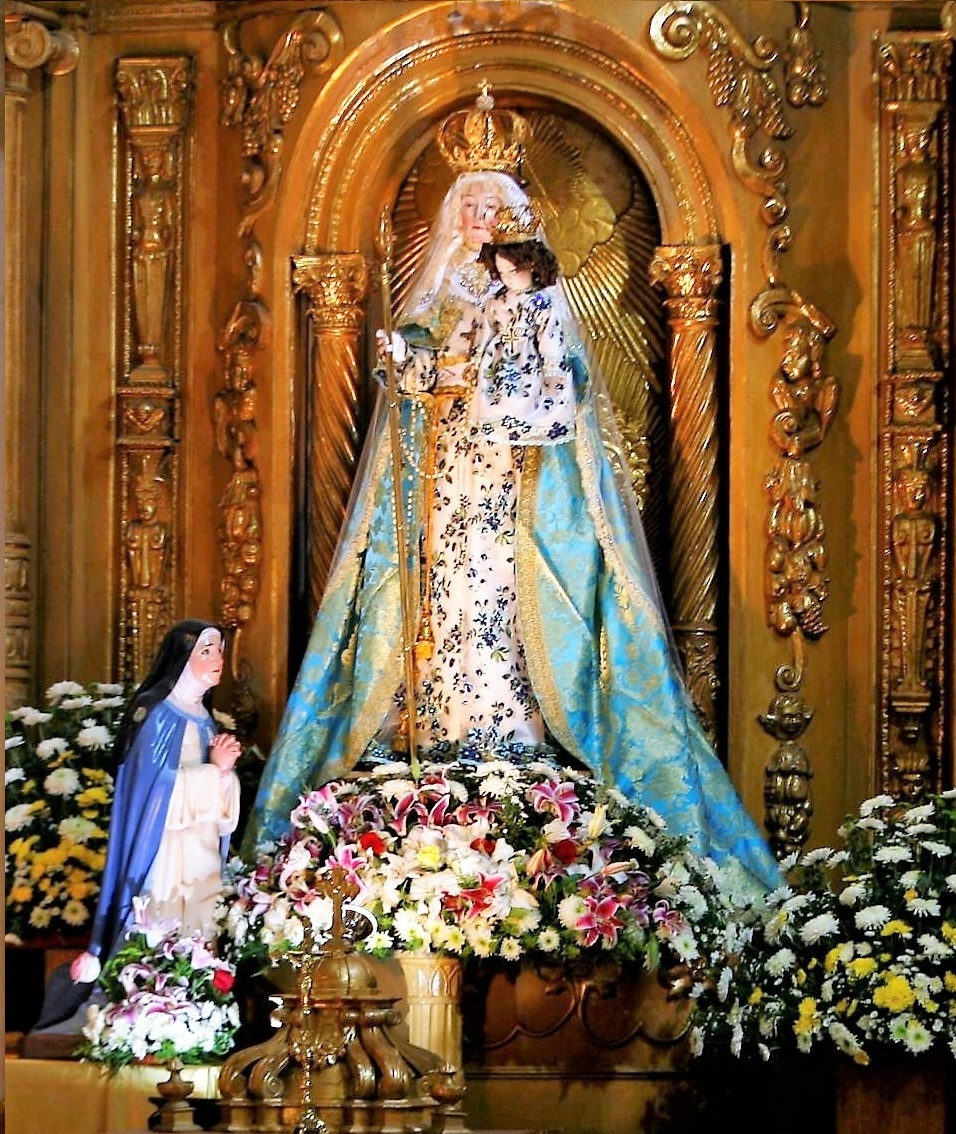
As imagens de Nossa Senhora do Bom Sucesso e Madre Mariana de Jesús Torres devotadas em Quito, no Equador

Outra versão sobre a origem da devoção que, curiosamente, cita a mesma fonte do “Santuário Mariano”, parece não levar em conta a versão anterior. Este autor destaca: ”Com a ocasião de se fazerem na sacristia da Igreja do Hospital Real de Todos os Santos, obras, se descobriu dentro de uma parede em um vão no ano de 1656, uma imagem de Nossa Senhora cuja aparição ou manifestação se moveu a cidade de Lisboa, toda a venerá-la como imagem milagrosamente aparecida... também constou ou por escrito ou por escrituras da mesma Casa do Hospital Real, ter misteriosamente esta santa imagem o título de Bom Sucesso.” Quanto ao tempo que esteve oculta, continua nosso segundo autor; é tradição que foi escondida com outras dos ingleses, mas não se explica porque ficou escondida após passar o perigo dos hereges luteranos, calvinistas e outros.

## Caminhos primeiros da devoção
O título sobre o qual a invocaram, neste primeiro momento, se ligará fortemente à morte feliz, seguindo o segundo autor. Ou seja, “Bom Sucesso dos Agonizantes”. Percebemos a participação chave do Padre Inácio Mascarenhas, religioso da Companhia de Jesus. Por este padre, a imagem começa a ser venerada no Colégio de Santo Antão e na Casa Professa de São Roque da Companhia de Jesus, em Lisboa. Sua disposição foi criar uma Irmandade de Nossa Senhora da Boa Morte “à imitação e com os santos exercícios de outra que em Roma havia na Casa Professa da mesma Companhia”.
Assim, com o achado da imagem, ele funda a Irmandade do Bom Sucesso dos Agonizantes. A invocação passa a ser Nossa Senhora do Bom Sucesso dos Agonizantes e de Cristo Crucificado, nas três horas em que esteve agonizando na sua cruz: porque assim era o da Irmandade da Anunciada em Roma. A Imagem de que se fala é com as mãos levantadas e terá de quatro para cinco palmos. 
Em Portugal, além do Colégio do Bom Sucesso em Lisboa, encontramos a devoção na cidade do Porto, onde existe uma capela do século XVIII a ela dedicada e uma igreja na Figueira da Foz.

## A invocação no Brasil
O primeiro lugar que temos notícia desta invocação em terras brasileiras é no Rio de Janeiro onde, no Largo da Misericórdia, no centro da cidade antiga, o Hospital da Santa Casa recebeu uma imagem vinda de Portugal. Segundo MEGALE, em 1637 (o que fica difícil de ligar às datas anteriores), veio para o Rio de Janeiro o padre Miguel Costa, do hábito de São Pedro, e trouxe a imagem venerada na Santa Casa de Misericórdia.
Também a cidade do Rio de Janeiro tem atualmente o bairro Bonsucesso. Nele, duas paróquias que suas matrizes recebem a invocação de Nossa Senhora do Bonsucesso: uma é de 1920 e outra, Nossa Senhora do Bonsucesso de Inhaúma, é de 1966.
Em São Paulo, tem-se notícia já do final do século XVII. Segundo LIMA JÚNIOR, a devoção veio de Lisboa para o Colégio São Paulo dos Jesuítas (núcleo da futura cidade de São Paulo), de onde se propagou pelo vale do Paraíba pela palavra dos padres da Companhia de Jesus. Em Pindamonhangaba, Nossa Senhora do Bom Sucesso vai ser o orago principal da Igreja Matriz, depois Santuário em 1792. Pindamonhangaba, que quer dizer em tupi-guarani “onde se fazem anzóis”, tem uma história complicada como a origem da devoção. A primeira versão diz que o lugarejo no século XVII estava sob a invocação de São José e tinha uma capela à Nossa Senhora do Bom Sucesso ereta pelo Padre João de Faria Fialho. Para elevar o povoado a freguesia é o corregedor real forçado assinar o documento. Tempo depois, é extinta a freguesia e recriada, no início do século XVIII, mas com o nome de Vila de Nossa Senhora do Bom Sucesso de Pindamonhangaba. Outros já colocam a vila como fundada pelo Padre João de Faria Fialho, o Padre Faria, sendo que a troca da Igreja velha para a Igreja nova gerou a confusão do orago, pois a velha tomou o orago de São José. Fato é que este Padre Faria teve uma importância capital na Vila de Pindamonhangaba; ele e suas aventuras pelos sertões das Minas Gerais.
Também em São Paulo, a invocação de faz presente no orago das Matrizes: Monteiro Lobato, paróquia de Nossa Senhora do Bom Sucesso de 1857, diocese de São José dos Campos; Igreja Matriz de Nossa Senhora do Bom Sucesso de Paranapanema, paróquia em 1859 na diocese de Itapetininga; Santuário de Nossa Senhora do Bonsucesso em Guarulhos de 1950 e também temos a localidade de Bom Sucesso de Itararé na diocese de Itapeva.
Outro lugar que nos dá notícia de Nossa Senhora do Bom Sucesso é o estado do Paraná. Em Guaratuba encontramos a Igreja Matriz de Nossa Senhora do Bom Sucesso. Esta paróquia é de 1771 e pertence a diocese de Paranaguá. Também a paróquia de Bom Sucesso do Sul, de 1965, é a Ela dedicada e é da diocese de Palmas-Francisco Beltrão. Também temos a cidade de Bom Sucesso da Diocese de Maringá cuja paróquia é do Divino Espírito Santo de 1954.
As notícias do Nordeste são as mais diversas. A primeira vem da cidade de Aquiraz, no Ceará, onde os jesuítas fundaram um “hospício”, posto de hospedagem, para os padres missionários na catequese dos aborígenes. A residência apostólica também abrigou o primeiro centro de ensino do estado e seu primeiro seminário, constituindo-se num dos únicos pólos difusores da cultura daquele tempo. O que restou do extinto estabelecimento são apenas ruínas da antiga capela de Nossa Senhora do Bom Sucesso, construída em 1753. Localiza-se na paróquia de São José de Ribamar de 1713 na Arquidiocese de Fortaleza. Neste Estado, ainda encontramos em Tamboril uma quase-paróquia de Nossa Senhora do Bom Sucesso(2000).
Em Curimatá, no Piauí, encontramos a paróquia Nossa Senhora do Bonsucesso de 1964.
Na Paraíba, em Pombal, encontramos outra paróquia Nossa Senhora do Bom Sucesso de 1772. Também neste Estado encontramos a cidade de Bom Sucesso da diocese de Cajazeiras que tem sua Matriz dedicada a São José.
Na Bahia encontramos duas paróquias do século dezenove: em Cruz das Almas, paróquia Nossa Senhora do Bom Sucesso de 1815 e em Ibitiara, diocese de Livramento de Nossa Senhora, paróquia de 1877.

### A devoção nas Minas Gerais e seus significados
“A invocação da Senhora com a denominação de Bom Sucesso, aparece em Minas Gerais na primeira fase bandeirante, ou melhor diremos, quando os paulistas começaram a faiscar o ouro que brotava das terras em profusão alucinante.” De Pindamonhangaba, São Paulo, parte o Padre Faria, natural da ilha de São Sebastião e que leva a primeira imagem de Nossa Senhora do Bom Sucesso, mas já com a intenção de “padroeira de felicidades terrenas”.
O famoso Padre Faria organizou uma bandeira por conta própria e descobriu ouro na Serra do Itacolomi, atual Ouro Preto, Minas Gerais. Ergueu, então, uma capela à Virgem do Bom Sucesso que, dizem, depois um padre lá morreu enquanto “oficiava” a missa; foi abandonada e construída uma outra à Nossa Senhora do Rosário, conhecida como “dos Brancos”, para onde foi a imagem: é a atual Capela do Padre Faria em Ouro Preto. Agora, nos finais do XVII e inícios do século XVIII, a devoção se abrasileira. O Padre Faria reedificou a Igreja de Pindamonhangaba e adornou-a primorosamente. O ouro trazido das Minas foi trocado em dinheiro no Rio de Janeiro e este posto a juros pelo padre. A devoção passa a ser uma busca do bom sucesso nos negócios particulares. A Senhora do Bom Sucesso passa a ser invocada como “protetora dos bens terrenos”.
Pelos caminhos das bandeiras a devoção se espalha. No fim do século XVII, por volta de 1680, chegam as montanhas azuis do sul das Gerais alguns faiscadores a procura de ouro, entre eles Domingos de Oliveira Gago, proveniente da cidade do Serro - MG, e João Portes (Pontes) del Rei, filho de Tomé Portes del Rei. Os caminhos das bandeiras e a Estrada Real permitiram que a devoção à Virgem do Bom Sucesso chegasse a tais paragens. Funda-se o pequeno povoado dos "Serranos" e manda vir de Portugal, através do porto do Rio de Janeiro, a imagem de Nossa Senhora do Bom Sucesso. Chega de carro de boi a imagem a pedido de Antônio de Oliveira o qual ergue posteriormente uma pequena capela. Em seguida, ergue-se outra e em 1725 inicia-se a construção da atual igreja, concluída em 1754. O templo foi dedicado ao Menino Deus e a N. S. do Bom Sucesso. Com a iniciativa do padre capelão, obteve-se da Santa Sé, pelas mãos do Papa Pio VI, em 1788 um rescrito de indulgência plenária válida para todos os tempos, onde; "no dia da festa bem-aventurada Virgem Imaculada (08 de setembro) e em outro dia do ano que será designado pelo ordinário, desde as primeiras vésperas até o pôr do sol dos mesmo dias cada, e se piedosamente orarem a Deus pela concórdia dos príncipes cristãos, extirpação das heresias e exaltação da Santa Madre Igreja e em um dos sobreditos dias, que isso fizerem misericordiosamente, concede-se, no Senhor, Indulgência Plenária e remissão de todos os pecados (...).A devoção cresce, muitas graças e milagres são contados, e sua festividade acolhe muitos fiéis e peregrinos.
No norte de Minas, no caminho da Bahia, encontramos outro povoado histórico: Nossa Senhora do Bom Sucesso das Minas Novas do Fanado, hoje cidade de Minas Novas cuja paróquia é dedicada a São Pedro e do ano de 1728. Também a Vila Nova da Rainha (hoje cidade de Caeté), que tinha a freguezia o nome de São Caetano, passa à invocação de Nossa Senhora do Bom Sucesso em 1724, onde conta que um tal Padre Henrique Pereira construiu em 1740 uma nova Matriz e a dedicou a Senhora do Bom Sucesso, mandando comprar a imagem em Lisboa.
Outro lugar das Minas Gerais que recebe o nome por causa desta invocação e que está situado no caminho de São Paulo, próximo a São João Del Rei é Bom Sucesso. Conta um escritor desta localidade que Dom Antônio Luís de Távora, governador paulista, foi nomeado para pacificar, na futura província de Goiás (datada de 1744) uma desordem entre garimpeiros que a pouco encontraram ouro. Partiu de São Paulo a 3 de outubro de 1736 com a esposa e comitiva. Ele decidiu seguir o roteiro das Gerais que era mais conhecido e passou em Pindamonhangaba para pedir a proteção da Virgem do Bom Sucesso, para o bom sucesso de sua missão. Conta-se que em uma noite de tempestade, às margens do Rio Pirapitinga em um rancho de sapê sua esposa estava prestes a dar à luz e o governador fez uma promessa de que, com a felicidade de sua esposa, mandaria construir ali uma ermida à Nossa Senhora do Bom Sucesso. Com o bom sucesso do parto, a ermida foi erguida no alto da colina e a imagem veio da cidade do Porto de Portugal. A futura Vila (paróquia em 1825) e Cidade (1873) de Bom Sucesso, então com o nome de Campanha de trás da Serra de Ibituruna do Rio Grande Pequeno, teve seu início.
Em Minas ainda temos notícia da devoção em Serranos cuja paróquia Nossa Senhora do Bom Sucesso é de 1840 na diocese de Campanha. Também em Urucânia cuja paróquia é de 1895 na diocese de Mariana.
Esta devoção também é difundida pelos Arautos do Evangelho.

## Festa de Nossa Senhora do Bom Sucesso
Na Lomba (Sabugal) Portugal ao "terceiro Domingo de Agosto", Grandiosa Festa de Nossa Senhora do Bom Sucesso com procissão, banda, missa na capela, volta a aldeia com os músicos, bar, quermesse, baile, atividades e surpresas (Penúltimo Fim-de-Semana e Segunda Feira de Agosto) de dois em dois anos alternada com a festa em honra de Santo Antão.
Em Cacilhas, Portugal, a festa de Nossa Senhora do Bom Sucesso é celebrada com uma grandiosa procissão no dia 1 de novembro de cada ano.
Em Caeté e Bom Sucesso (Minas Gerais), a festa é dia 15 de agosto, já em Serranos, no mesmo estado, a festa é dia 8 de setembro.
No Rio de Janeiro, na Paróquia Nossa Senhora do Bonsucesso de Inhaúma, em Bonsucesso, a festa é dia 29 de outubro.